# Teen Challenge
Teen Challenge is een internationale organisatie, die zich onder meer bezighoudt met evangelisatie onder jongeren en hulp aan drugsverslaafden en randgroepjongeren. Teen Challenge is in 1958 ontstaan uit het evangelisatiewerk van David Wilkerson onder randgroepjongeren in New York. Het werd David Wilkerson duidelijk dat mensen met levensbeheersende drugs- of drankproblemen behoefte hebben aan opvanglocaties waar langdurige, gestructureerde hulp wordt geboden op basis van Bijbelse principes. Hij richtte een rehabilitatiecentrum op. Het programma van Teen Challenge was succesvol en al snel kwamen er centra bij. Teen Challenge zou daarom vooral bekend worden vanwege de rehabilitatiecentra, die inmiddels over de hele wereld zijn verspreid: er zijn nu ruim 1100 centra in 80 landen, waarvan 44 Europese/Aziatische landen.
Teen Challenge Nederland bestaat sinds 1969 en is verbonden aan de Verenigde Pinkster- en Evangeliegemeenten. Vanuit Nederland is het werk van Teen Challenge verspreid over heel Europa en grote delen van Azië. De organisatie is aangesloten bij de Federatie van Evangelische Zorg-Organisaties.

## Activiteiten
- Van 1973-1999 exploiteerde Teen Challenge een afkickcentrum voor verslaafden in Haarlem.
- Sedert 1978 bestaat in Vlaardingen "De Uitdaging", een trainingscentrum voor kamerbewoning.
- Sedert 1999 exploiteert Teen Challenge het afkickcentrum "De Spetse Hoeve" in Veelerveen.
- In 2007 opent Teen Challenge i.s.m. EG Lisse de deuren van de eerste locatie van The Gate in Lisse
- In 2012 opent Teen Challenge i.s.m. VEG de Ark haar tweede locatie van The Gate in Middenmeer
- In 2013 opent Teen Challenge meerdere nieuwe locatie voor The Gate. Waaronder in Heerhugowaard, Hippolytushoef en Den Helder
- Sedert haar bestaan ontplooide Teen Challenge Nederland talloze evangelisatieactiviteiten.
- Teen Challenge geeft geregeld boeken uit, bijvoorbeeld die van David Wilkerson
- Teen Challenge biedt een programma voor gespreksgroepen aan: Turning Point
- In 2014 opent Teen Challenge nieuwe locaties voor the Gate in o.a. Anna Paulowna en Stadskanaal
- In 2015 moest de Spetse Hoeve vanwege overheidsbeleid haar werkzaamheden stopzetten om zich te beraden om de zorg in een andere vorm aan te bieden

## Uitgeverij
- Blaast de bazuin - David Wilkerson (1988)
- Een zaak om voor te leven - David Hamilton (1995)
- De 180 graden Christen - Carter Conlon (2013)